# معجم شينخوا
معجم شينخوا (新华字典)، هو معجم للغة الصينية تصدره دار النشر التجارية. صدرت طبعته الأولى عام 1957، أما أحدث طبعاته فهي الطبعة الثانية عشرة التي نُشرت في أغسطس عام 2020.
يُعَدّ معجم شينخوا المعجم الأكثر مبيعًا في الصين، ومن أشهر الأعمال المرجعية في العالم. في عام 2016، أكّد موسوعة غينيس للأرقام القياسية رسميًا أن هذا المعجم، الذي تنشره دار النشر التجارية، هو "أشهر معجم" و"أكثر الكتب مبيعًا من بين المؤلفات التي تُحدَّث بانتظام", ويُنظر إليه بوصفه رمزًا من رموز الثقافة الصينية..
يُعد معجم شينخوا معجما صغير الحجم للرموز الصينية، ويعتمد على الرموز الصينية المبسطة مع نظام البينيين. تحتوي أحدث طبعاته، وهي الطبعة الثانية عشرة، على نحو 3,300 مركب تضمني وأكثر من 13,000 رمز صينيا. تضم تلك النصوص بالإضافة إلى الرموز الصينية المبسطة، الرموز التقليدية والرموز الصينية موحدة الدلالة. كما يُستخدم نظام البوبوموفو لكرشنة كتابة الأصوات في اللغة الصينية كوسيلة مساعدة بجانب نظام البينيين. يقسم المعجم رموزه في الأصل إلى 189 جذرًا (رؤوس أقسام)، بينما اعتمدت الطبعات الأحدث المعيار الوطني الصيني رقم 13000.1 الذي يستخدم نظام 201 جذرًا.
إلى جانب نسخة المعجم المختصرة والشائعة هذه، تصدر دار النشر التجارية أيضًا نسخة كبيرة وموسعة، ونسخة للمعجم مع الترجمة الإنجليزية.

## التاريخ
تحت إشراف الدار الصينية العليا للعلوم الاجتماعية، أصدرت دار نشر التعليم الشعبي عام 1953 النسخة الأصلية من معجم شينخوا، وكان اللغوي والمعجمي ويي جيانغونغ (魏建功) رئيسَ التحرير. في عام 1957، أصدرت دار النشر التجارية الطبعة الأولى من المعجم، مرتبةً هجائيًا وفق نظام البينيين لكتابة الرموز الصينية بالأبجدية الإنجليزية. يُوضّح هذا التتابع أن إصدار 1953 يمثل النسخة الأصلية الأولية التي أُعدّت ونُشرت تحت إشراف المؤسسة العليا، بينما يشير إصدار 1957 إلى صدور «الطبعة الأولى» بصيغتها التجارية المنظمة والمهيأة للتداول الواسع, وقد أصبحت تلك الطبعة، بفضل ترتيبها الهجائي وفق البينيين، الأساس المرجعي الذي بُنيت عليه التنقيحات والطبعات اللاحقة. منذ ذلك الحين، نقح المعجم عشرةُ تنقيحات، وطُبع في أكثر من مئتي طبعة، حتى صار من أكثر الكتب مبيعًا بين طلاب الصين, ففي مطلع عام 2004، تجاوز إجمالي النسخ المنشورة منه 400 مليون نسخة.
تأثر المعجم بشكل واضح وعميق بالظروف السياسية التي سادت عهد ماو تسي تونغ رئيس جمهورية الصين الشعبية أنذاك. ففي طبعة عام 1971، احتوى المعجم على ستة وأربعين اقتباسًا من أقوال الرئيس ماو تسي تونغ كنوع من التمجيد له، إلى جانب شعارات من قبيل: "يحيا الرئيس ماو!"، مما يعكس تأثير الفكر السياسي الصيني أنذاك على الأعمال اللغوية." 

## تطبيق الجوال
قدمت دار النشر التجارية تطبيقها الرسمي على متجر آبل في شهر يونيو من عام 2017. يدعم التطبيق التعرف على الرموز الصينية عبر الكتابة اليدوية، والنطق الصوتي، والتصوير الضوئي. كما يوفّر نطق الرموز بصوت لي رويينغ، مذيعة الأخبار السابقة لبرنامج "شينون ليانبو". 